# Karel IV. Španski
Karel IV. Španski, španski kralj, * 11. november 1748, Portici, Neapeljsko kraljestvo, † 20. januar 1819, Rim, Papeška država.

## Zgodnje življenje
Karel IV. je bil drugi sin španskega kralja Karla III. in Marije Amalije Saksonske. Rodil se je v Porticiju v Italiji,saj je bil njegov oče takrat kralj Neaplja in Sicilije. Čeprav je bil drugi sin, je postal prestolonaslednik, saj so njegovega starejšega brata zaradi duševne zaostalosti in epilepsije izvzeli iz nasledstvene vrste. Po svoji materi je podedoval fizično močno postavo njenih saških prednikov. Kot mladenič se je ukvarjal z rokoborbo. Smatrali so ga za intelektualno ne dovolj zrelega in otročjega.
Leta 1765 se je poročil s princeso Marijo Luiso Parmsko. V zakonu se njima je rodilo štirinajst otrok, od katerih jih je sedem dočakalo polnoletnost. Marijo Luiso so mnogi (tudi slikar Francisco de Goya) smatrali za zlobno in spletkarsko žensko z velikim vplivom na Karla.

## Vladavina
Leta 1788 je Karel III. umrl in 14. decembra 1788 je bil Karel kot Karel IV. okronan za španskega kralja. Čeprav je imel svoj položaj za zelo odgovornega in se je v javnosti vedno  predstavljal kot absolutni vladar, je bila v resnici njegova velika strast lov, z vladanjem pa se je ukvarjal zgolj pasivno. Vladarski posli so bili prepuščeni kraljici in ministrskemu predsedniku.
Prve odločitve Karla IV. so nakazovale njegove reformistične namene. Na mesto predsednika vlade je imenoval grofa Floridablanco, izobraženega človeka,  ki je svojimi odločitvami precej prispeval k razvoju ekonomije.
Karel je dal pobudo za odpravo salijskega prava,  po katerem so lahko le moški potomci podedujejo prestol in ga je v Španiji uvedel prvi Bourbon na prestolu, Filip V. Kljub temu pa sprememba zakona v času Karlovega življenja nikoli ni začela veljati, čeprav jo je leta 1789 ratificiral parlament.
Širjenje francoske revolucije leta 1789 je poskrbelo za radikalne spremembe v španski politiki. Zdelo se je, da je osamitev najboljši način za preprečitev širjenja revolucionarnih idej iz sosednje Francije. Floridablanca je uvedel nadzor meja in izvajal močan diplomatski pritisk, da bi podprl Ludvika XVI. To je pomenilo tudi konec reform, ki jih je začel Karel III. Konservatizem se je krepil, kot tudi zatiranje, predvsem v rokah inkvizicije, tako so bili aretirani in izgnani mnogi španski intelektualci tistega časa.
Leta 1792 je kraljici končno uspelo spodnesti ministrskega predsednika grofa Floridablanco in ga zamenjati z grofom Arando, prijateljem Voltaira in drugih francoskih revolucionarjev, ki mu je kralj zaupal težko vlogo pri reševanju življenja Ludvika XVI. v trenutku, ko je sprejel prvo francosko ustavo. Vendar pa je radikalizacija francoske revolucije ob koncu leta 1792 in padec Ludvika XVI. pospešil padec grofa Arande. Tako je 15. novembra 1792 ministrski predsednik postal Manuel de Godoy, kraljičin ljubljenec in domnevni ljubimec. Godoy je bil nekdanji pripadnik kraljeve garde, ki je zahvaljujoč zvezam na dvoru in naklonjenosti kraljice v nekaj letih naglo napredoval od gardista vse do kraljevega ministra.
Godoy je nadaljeval politiko nevtralnosti, vendar je Francija po španskem protestu zaradi usmrtitve Ludvika XVI. Španiji napovedala vojno. Po vojni napovedi je Španija podpisala sporazum s Portugalsko o vzajemni zaščiti pred Francijo. Leta 1795 je Godoy v imenu Španije v Baslu sklenil mir s Francijo. Po pogodbi je Francija vrnila Španiji okupirano ozemlje, Španija pa je predala Franciji dve tretjini otoka Hispaniole. V znak zahvale mu je Karel podelil naziv »princ miru« (špansko: Príncipe de la Paz).
Leta 1796 je Godoy sklenil nov sporazum z Francijo. Z drugim sporazumom iz San Ildefonsa je Španija postala francoski zaveznik in napovedala vojno svojemu tradicionalnemu sovražniku Združenemu kraljestvu. Španska flota je leta 1797 utrpela poraz v bitki pri rtu San Vicente, vendar pa je pri obleganju Cadiza in v bitki pri Santa Cruzu de Tenerife odbila ter porazila britansko floto pod poveljstvom admirala Nelsona. V Ameriki, so Britanci okupirali otok Trinidad, kar je bil povod za Godoyevo razrešitev leta 1798. Godoy je bil leta 1801 ponovno imenovan za ministrskega predsednika. Španija je podprla celinsko blokado in ostala francoski zaveznik vse do poraza francosko-španske flote pri Trafalgarju.
Leta 1803 je Karel, potem ko je njegova hčerka prebolela črne koze, naročil svojemu zdravniku Franciscu Javierju de Balmisu, naj na državne stroške organizira odpravo v španske kolonije, ter tam izvede cepljenje proti kozam.
Po Napoleonovi zmagi nad Prusijo leta 1807 je Godoy Španijo spet približal Franciji, ter z njo sklenil sporazum o delitvi Portugalske. Francoske čete pa so preko Španije napadle in okupirale Portugalsko. To menjavanje strani je zmanjševalo Karlov ugled zaupanja vrednega zaveznika. Zaradi ponovnega zavezništva s Francijo je raslo nezadovoljstvo nad Godoyevo politiko, kar je krepilo moč pristašem prestolonaslednika Ferdinanda, ki so zagovarjali zavezništvo z Združenim kraljestvom.
Prišlo je tudi do spora med Ferdinandom in Godoyem, v katerem se je Karel postavil na ministrovo stran. Zaradi sporazuma s Francijo so v Španijo pozimi 1808 začele prihajati nove francoske čete, kar je zelo vznemirilo Špance. Te so po Napoleonovem ukazu začele s tiho okupacijo Španije, saj so se nastanile po večjih španskih mestih.

## Abdikacija in izganstvo
Vsi ti dogodki so 18. marca 1808 pripeljali do upora v Aranjuezu, kjer je bil takrat nastanjen španski dvor. Uporniki so napadli Godoyevo rezidenco in ga zajeli ter zaprli. Karel je bil osovraženega Godoya prisiljen razrešiti. Dan pozneje pa je zaradi pritiskov še sam odstopil v korist svojega sina. Ta je prestol prevzel kot Ferdinand VII, vendar njegova vladavina ni trajala dolgo, saj je Napoleon 5. maja prisilil Karla, da je preklical abdikacijo v njegovo korist in še enkrat abdiciral v korist Napoleonovega brata Jožefa. Dan pozneje je moral prisilno odstopiti tudi Ferdinand. Španski kralj je tako postal Jožef Bonaparte, kar je sprožilo nemire in upore po vsej Španiji, ki so kmalu prerasli v vojno proti Francozom.
Po drugi abdikaciji je bil Karel naprej interniran na grad Valençay. Napoleon mu je dodelil doživljenjsko rento. Preostanek življenja je Karel preživel v izgnanstvu, najprej v Franciji in kasneje v Italiji. Leta 1812 se je Karel skupaj z ženo za stalno naselil v Rimu.  Leta 1814 je oblast v Španiji spet prevzel Karlov sin Ferdinand, vendar svojemu očetu ni dovolil vrnitve v domovino, saj je stalno bal, da se bo oče mogoče polastil prestola. Tako je Karel skupaj z ženo živel v izgnanstvu vse do svoje smrti. 2. januarja 1819 je najprej umrla Karlova žena Marija Luisa, 20. januarja, le 18 dni po ženini smrti, pa še Karel.